# KF Ballkani
KF Ballkani, grundad 1947, är en fotbollsklubb i Suva Reka i Kosovo. Klubben spelar säsongen 2022/2023 i Kosovos högstadivision, Kosovar Superliga.
Klubben grundades 1947 under namnet Rinia, men fick sitt nuvarande namn 1965 när den togs över av den lokala kemikalie- och gummiindustrin i Suva Reka. Ballkani har sedan dess pendlat mellan de olika kosovanska divisionerna, men spelar sedan säsongen 2018/2019 i högstadivisionen.
Säsongen 2021/2022 vann Ballkani sin första historiska ligatitel, och kvalificerade sig därmed för kvalet till Champions League nästkommande säsong. Efter att ha blivit utslagen av litauiska Žalgiris redan i första kvalomgången gick Ballkani in i kvalet till Europa Conference League. Klubben kvalificerade sig sedermera för turneringens gruppspel efter seger mot nordmakedonska KF Shkupi i playoff, vilket var första gången ett lag från Kosovo kvalificerat sig för gruppspel i en europeisk fotbollsturnering.

## Meriter

### Nationella
- Kosovar Superliga (3): 2021/22, 2022/23, 2023/24

## Placering tidigare säsonger
| Säsong    | Nivå | Liga              | Placering | Referens | Notering                          |
| --------- | ---- | ----------------- | --------- | -------- | --------------------------------- |
| 2017/2018 | 2    | Liga e Parë       | 2         | [ 2 ]    | Uppflyttad till Kosovar Superliga |
| 2018/2019 | 1    | Kosovar Superliga | 7         | [ 3 ]    |                                   |
| 2019/2020 | 1    | Kosovar Superliga | 3         | [ 4 ]    |                                   |
| 2020/2021 | 1    | Kosovar Superliga | 3         | [ 5 ]    |                                   |
| 2021/2022 | 1    | Kosovar Superliga | 1         | [ 6 ]    |                                   |
| 2022/2023 | 1    | Kosovar Superliga | 1         | [ 7 ]    |                                   |
| 2023/2024 | 1    | Kosovar Superliga | 1         | [ 8 ]    |                                   |
| 2024/2025 | 1    | Kosovar Superliga | 2         | [ 9 ]    |                                   |